# Edgar Pauly
Edgar Pauly (* 9. Januar 1880 in Verden; † 3. November 1951 in Berlin) war ein deutscher Schauspieler und Spielleiter.

## Leben
Edgar Pauly war zwischen 1897 und 1905 Eisenbahnbediensteter, wurde dann Schauspieler und gab am 1. Oktober 1905 sein Debüt in Gießen. 1907 erhielt Pauly in Iserlohn sein erstes Engagement. Seine nächsten Bühnenstationen waren Gießen, Bielefeld, Lübeck, Chemnitz und 1916/17 das Fronttheater im französischen Laon.
1918 trat er am Stadttheater im von den Deutschen eroberten Riga auf, 1919 kam er an das Metropoltheater in Berlin. Hier entdeckte ihn Fritz Lang und gab ihm einige Rollen in seinen Filmen. In späteren Jahren beschränkte sich seine Leinwandpräsenz meist nur auf kurze Auftritte. Als Bühnenschauspieler agierte er unter anderem am Volkstheater Lichtburg, an der Komödie, dem Komödienhaus und am Märchentheater der NS-Organisation Kraft durch Freude. Pauly stand 1944 in der Gottbegnadeten-Liste des Reichsministeriums für Volksaufklärung und Propaganda.
Nach Kriegsende reduzierte er seine Film- und Bühnentätigkeit. Er war mit der Schauspielerin Anneliese Würtz (1900–1981) verheiratet. Er starb 1951 nach einer Premiere in seiner Garderobe an einem Herzschlag.

## Filmografie
- 1919/20: Die Spinnen (2 Teile)
- 1921: Kämpfende Herzen
- 1921: Die Schmuggler von San Diego
- 1921: Wer war es?
- 1921: Der müde Tod
- 1922: Der Fall Gembalsky
- 1922: Die Frau mit den zehn Masken
- 1922: Dr. Mabuse, der Spieler (2 Teile)
- 1927: Der falsche Prinz
- 1928: Sechs Mädchen suchen Nachtquartier
- 1929: Frau im Mond
- 1930: Troika
- 1931: Ihre Hoheit befiehlt
- 1931: Schatten der Manege
- 1931: M
- 1931: Der Hochtourist
- 1932: Der tolle Bomberg
- 1934: Wir parken, wo es uns gefällt
- 1934: Wenn ich König wär
- 1935: Barcarole
- 1937: Die gelbe Flagge
- 1937: Zu neuen Ufern
- 1939: Die Geliebte
- 1939: Ein schwieriger Fall
- 1939: Salonwagen E 417
- 1939/41: Frauen sind doch bessere Diplomaten
- 1942: Der große Schatten
- 1943: Akrobat schö-ö-ö-n
- 1943: Titanic
- 1944: Opfergang
- 1944/52: Das Mädchen Juanita
- 1945: Der Mann im Sattel (UA: 2000)
- 1948: Berliner Ballade
- 1948: Die seltsamen Abenteuer des Herrn Fridolin B.
- 1950: Semmelweis – Retter der Mütter
- 1950: Die lustigen Weiber von Windsor
- 1951: Der Untertan